# Agía Dynatí
Agía Dynatí är ett berg i Grekland.   Det ligger i prefekturen Nomós Kefallinías och regionen Joniska öarna, i den sydvästra delen av landet, 280 km väster om huvudstaden Aten. Toppen på Agía Dynatí är 1 131 meter över havet, eller 533 meter över den omgivande terrängen. Bredden vid basen är 14,7 km. Agía Dynatí ligger på ön Kefalonia Island.
Terrängen runt Agía Dynatí är kuperad österut, men västerut är den bergig.Runt Agía Dynatí är det glesbefolkat, med 18 invånare per kvadratkilometer. Närmaste större samhälle är Argostoli, 11,4 km sydväst om Agía Dynatí. 